# Clădirea Aerogării „Chișinău–Revaca”
Clădirea Aerogării „Chișinău–Revaca” este o clădire amplasată pe str. Aeroport, 16 în Chișinău, Republica Moldova. Este un monument istoric și arhitectural de importanță națională inclus în Registrul monumentelor Republicii Moldova ocrotite de stat cu nr. 384.4 (municipiul Chișinău). Datează din 1960.